# Taple
Taple (nep. ताप्ले) – gaun wikas samiti w zachodniej części Nepalu w strefie Gandaki w dystrykcie Gorkha. Według nepalskiego spisu powszechnego z 2001 roku liczył on 714 gospodarstw domowych i 3632 mieszkańców (1936 kobiet i 1696 mężczyzn).